# I liga urugwajska w piłce nożnej (1913)
- Mistrz Urugwaju 1913: River Plate FC Montevideo
- Wicemistrz Urugwaju 1913: Club Nacional de Football
- Spadek do drugiej ligi: Bristol Montevideo
- Awans z drugiej ligi: Independencia Montevideo

Mistrzostwa Urugwaju w roku 1913 były mistrzostwami rozgrywanymi według systemu, w którym wszystkie kluby rozgrywały ze sobą mecze każdy z każdym u siebie i na wyjeździe, a o tytule mistrza i dalszej kolejności decydowała końcowa tabela.

## Primera División
Według większości źródeł klub CURCC Montevideo zmienił nazwę na CA Peñarol.

### Końcowa tabela sezonu 1913
| Poz | Klub                      | Mecze | Zw | Rem | Por | Pkt | BrZd | BrStr |
| --- | ------------------------- | ----- | -- | --- | --- | --- | ---- | ----- |
| 1   | River Plate FC Montevideo | 14    | 9  | 4   | 1   | 22  | 20   | 9     |
| 2   | Club Nacional de Football | 14    | 7  | 6   | 1   | 20  | 25   | 9     |
| 3   | CA Peñarol                | 14    | 5  | 4   | 5   | 14  | 20   | 16    |
| 4   | Central Montevideo        | 14    | 6  | 2   | 6   | 14  | 12   | 14    |
| 5   | Montevideo Wanderers      | 14    | 6  | 1   | 7   | 13  | 13   | 16    |
| 6   | Reformers Montevideo      | 14    | 4  | 2   | 8   | 10  | 8    | 20    |
| 7   | Universal Montevideo      | 14    | 3  | 4   | 7   | 10  | 10   | 17    |
| 8   | Bristol Montevideo        | 14    | 2  | 5   | 7   | 9   | 13   | 20    |